# ヤング東郷
『ヤング東郷』（ヤングとうごう）は、谷譲次（長谷川海太郎）が1925年に発表した短編小説。

## あらすじ
アメリカの1920年のある午後だった。「私」は電車に乗った。その後、一人の東洋人が乗ってきた。彼はただ一つしか空いていない座席に座り、新聞を読み始めた。しかし、彼の隣に人種的偏見の色を顔に浮かべた紳士が控えていた。そんな中、綺麗な娘さんが乗ってきた。紳士が東洋人に（彼女のために）席を譲るようにしつこく言うと、東洋人が紳士にそんなにいうなら貴方が席を譲ればいいと言った。それを聞いた紳士は東洋人に一泡ふかせるべく、嫌がらせをした。すると、東洋人が一瞬で紳士の顎を下から突き上げ、紳士を気絶させた。この東洋人はボクサーとして有名な「ヤング東郷」であった。

## 制作背景
長谷川海太郎は文才と語学力に恵まれていた。港町函館の環境的影響を受け、大正7年に渡米した。大学に通いながらコックなどの職に就いた。当時のアメリカの社会情勢を見聞し、社会批評眼を養った。その独自の視点が「めりけんじゃっぷ」ものに反映されている。
作者がアメリカから帰ってきて来て、再びアメリカへ行こうと準備をしていたときのこと「或る日何心なくその雑誌をペラペラとめくっていると仲々面白い。よし、載るか何うか知らないが、僕も何か一つ書いてみようと言う気持ちになった。そうして闇雲にペンを執って書いてみたのが、忘れもしない『ヤング東郷』の一篇です。」と回想して書いていた。